# 원통셸 방법

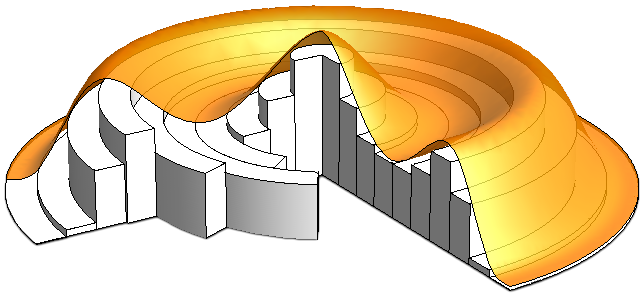
그림에서 입체의 부피는 가운데 구멍이 있는 원통셸 모임의 합으로 근사할 수 있다. 원통셸의 두께가 작으면 작을수록 이 근사값은 실제 부피와 점점 같아진다. 이 근사값의 극한값을 구하는 것이 원통셸 방법이다.

원통셸 방법(shell method) 또는 원통셸 적분(Shell integration)은 회전체 축의 수직 축을 따라 적분하여 회전체 부피를 계산하는 방법이다. 이 방법은 회전체 축과 평행한 축을 따라 적분하는 디스크 방법과는 서로 방배되는 적분 방법이다.

## 정의
원통셸 방법은 다음과 같이 이용할 수 있다. xy면에 있는 단면을 y축을 따라 회전하여 생긴 회전체의 부피를 구하는 경우를 생각해보자. 단면 함수가 폐구간 [a, b]에서 양의 값을 가지는 함수 f(x)로 정의되는 그래프라고 가정하자. 그러면 부피 공식은 다음과 같이 쓸 수 있다.
{\displaystyle 2\pi \int _{a}^{b}xf(x)\,\mathrm {d} x}
만약 함수가 y의 함수로 정의되고 회전축이 x가 될 경우 공식은 다음과 같이 바뀐다.
{\displaystyle 2\pi \int _{a}^{b}yf(y)\,\mathrm {d} y}
만약 함수가 x=h 또는 y=k을 회전축으로 잡을 경우, 공식은 다음과 같이 바뀐다.
{\displaystyle {\begin{cases}\displaystyle 2\pi \int _{a}^{b}(x-h)f(x)\,{\rm {d}}x,&{\text{if}}\ h\leq a<b\\\displaystyle 2\pi \int _{a}^{b}(h-x)f(x)\,{\rm {d}}x,&{\text{if}}\ a<b\leq h\end{cases}}}
그리고
{\displaystyle {\begin{cases}\displaystyle 2\pi \int _{a}^{b}(y-k)f(y)\,{\rm {d}}y,&{\text{if}}\ k\leq a<b\\\displaystyle 2\pi \int _{a}^{b}(k-y)f(y)\,{\rm {d}}y,&{\text{if}}\ a<b\leq k\end{cases}}}
이 식은 극좌표계에서 중적분 계산으로 도출할 수 있다.

## 예시
닫힌 구간 [1, 2]에서 다음과 같은 식으로 정의된 회전체의 부피를 구하는 법을 생각해 보자.
{\displaystyle y=(x-1)^{2}(x-2)^{2}}
이 경우 디스크 방법을 통해서는 x를 y에 대해 풀어야 하는 과정을 거쳐야 한다. 이 회전체는 가운데에 구멍이 뚫린 형태이기 때문에 바깥 부분으로 나타나는 부피와 안 부분으로 나타나는 부피 2가지가 도출된다. 디스크 방법은 두 부피를 구한 다음에 바깥 부분 부피에서 안쪽 부분 부피를 빼는 과정을 거쳐야 한다.
반면 원통셸 방법을 사용할 경우 공식은 다음과 같이 정리된다.
{\displaystyle 2\pi \int _{1}^{2}x(x-1)^{2}(x-2)^{2}\,\mathrm {d} x}
다항식을 전개한 후 적분하는 간단한 과정을 거치면 된다. 여기서 우리가 찾는 부피는 {\displaystyle {\frac {\pi }{10}}}라는 계산이 나온다.

## 같이 보기
- 회전체
- 디스크 방법

## 참고 문헌
- Weisstein, Eric Wolfgang. “Method of Shells”. 《Wolfram MathWorld》 (영어). Wolfram Research.
- Frank Ayres, Elliott Mendelson. Schaum's Outlines: Calculus. McGraw-Hill Professional 2008, ISBN 978-0-07-150861-2. pp. 244–248 (online copy - 구글 도서)